# まほろば (ネットドラマ)
まほろばは2007年12月22日から配信されているネットドラマである。
社団法人全国宅地建物取引業協会連合会（全宅連）のハトマークサイトアクセス向上のための宣伝の一環としてのドラマであり、地域の不動産屋を舞台の中心としたドラマを展開する。内容的には比較的明るい目のドラマである。

## ストーリー
酒井拓也（小林）は横浜の大手企業に勤めていたが、最近仕事に行き詰り、ある日有給を取って故郷に戻る…。実家は下町にある「酒井不動産」で経営者で父親でもある酒井拓三は地域の隅々まで知りつくすこの道40年のベテランで周りからは世話好きのビンちゃんの愛称で親しまれてきた。
従業員は拓也を昔から知る夕子（林）と新米で若くて惚れっぽい性格の草壁愛（大久保）という女子従業員。他近所の商店街仲間他個性的な面々が織り成す。
果たして拓也に心境の変化は出るのか…？
さて、一回目のゲストはとド田舎から出てきた少年が不動産屋を訪ねに来る…。二回目のゲストは何だかわけありな29歳のOLさん。彼女が不動産屋に来たわけとは･･･？

## 出演
- 酒井拓三：前田吟
- 酒井拓也：小林且弥
- 政村夕子：林マヤ
- 草壁愛：大久保麻梨子
- 亀田源蔵：赤塚真人
- 園田ウメ：五月晴子
- 松本昇：東海孝之助（1回目の客）
- 岩崎係長：辻本晃良
- 平野剛：長町太郎
- 山津力：柞木田浩二
- 香坂美月：牛尾田恭代（2回目の客）

## スタッフ
- 監督：雑賀俊郎
- 原案：松村みさ代
- 脚本：山下哲也
- 音楽：古川はじめ
- エンディングテーマ：あらたに葉子「まほろば」